# Film Fun

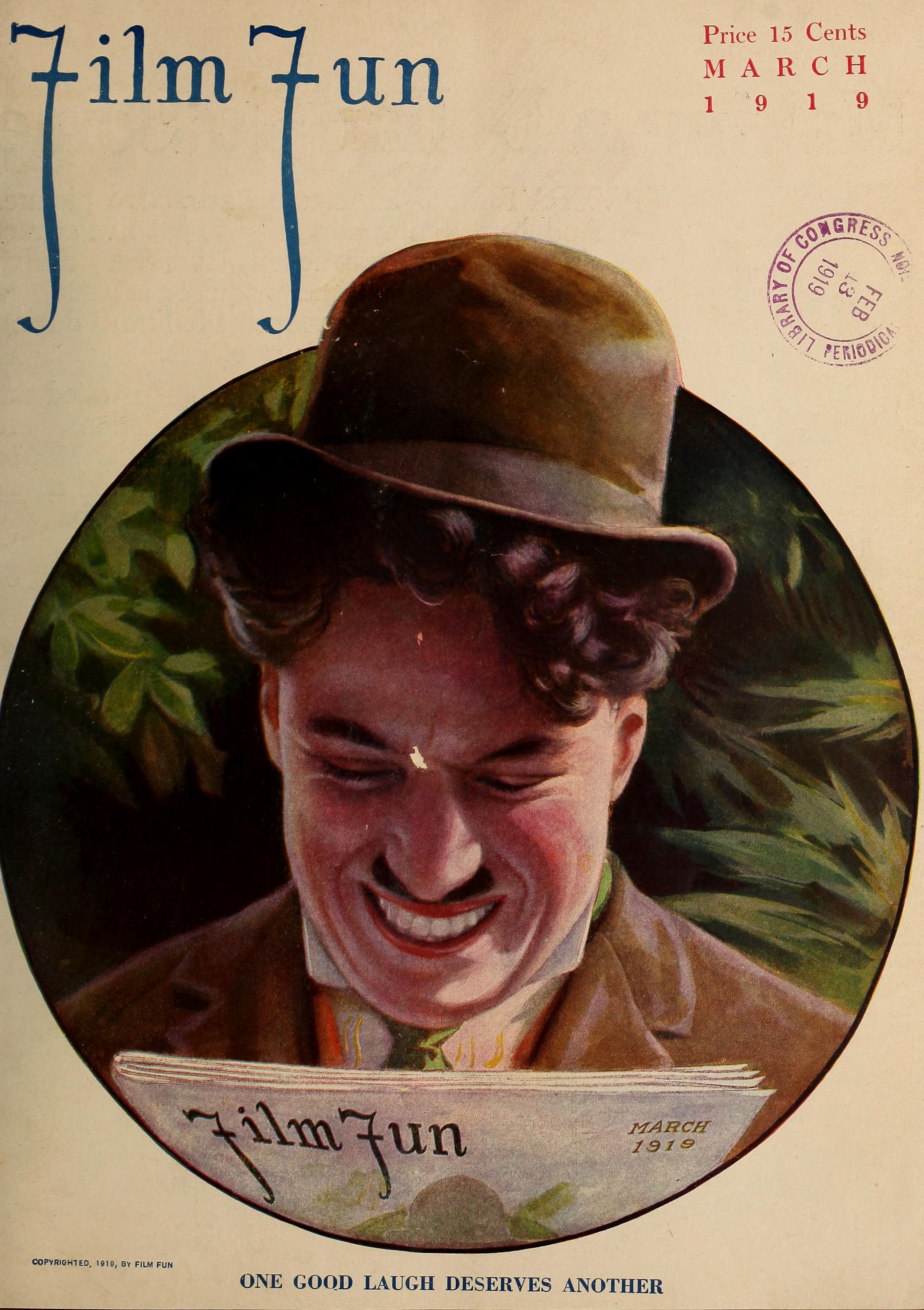
Charlie Chaplin leest Film Fun (titelblad maart 1919)

Film Fun was een Amerikaans maandblad dat werd uitgegeven van juli 1915 tot september 1942. Het werd in 1942 stopgezet door de Postmeestergeneraal die toen een eind maakte aan tijdschriften met obsceen materiaal.   Voorlopers van Film Fun waren de (1887 tot januari 1890) herdrukken van artikelen uit het humortijdschrift Judge. Dit werd Judge's Library (februari 1890 tot juli 1912) en vervolgens het Fun magazine (augustus 1912 tot juni 1915).  
In de eerste nummers besprak men humoristische films en het blad had afbeeldingen van komieken op de omslagen. Vanaf 1922 kreeg de kunstschilder Enoch Bolles de supervisie over de omslagen van Film Fun. Hij liet summier geklede vrouwen op de omslagen verschijnen die het predicaat Pin-up girl kregen. Het blad ging later verder met verhalen over films, biografieën van de sterren, en veel foto's.  Vanaf medio 1923, tot vlak voordat het blad opgevouwen verscheen op een groter formaat in 1942, schilderde Bolles bijna elk omslag voor het blad. Daarna  verscheen het blad met fotografische omslagen.